# Kremena
Kremena is een plaats in de gemeente Slivno in de Kroatische provincie Dubrovnik-Neretva. De plaats telt 14 inwoners (2001).